# Província da Fronteira Noroeste
A Província da Fronteira Noroeste (NWFP; Pashto   , em urdu:  صوبہ سرحد‎   ) era uma província da Índia Britânica e, posteriormente, do Paquistão . Foi estabelecido em 9 de novembro de 1901 nos distritos do noroeste da província de Panjabe e conhecido por este nome até 2010, quando foi redesignada como província de Caiber Paquetuncuá em 19 de abril de 2010 após a aprovação da Décima Oitava Emenda à Constituição de Paquistão pelo ex- presidente Asif Ali Zardari.